# 한나 몬타나 시즌 4
《한나 몬타나》의 네 번째 시즌 (또는 일반적으로 《한나 몬타나 포에버》(Hannah Montana Forever))은 디즈니 채널에서 2010년 7월 11일부터 2011년 1월 16일까지 방영되었다. 등장인물 중 올리버 오켄은 이 시즌에서 나오지 않는다.

## 음악
이 시즌에서는 "Are You Ready (Superstar)", "Ordinary Girl", "I'm Still Good", "Que Sera", "Gonna Get This" 등의 노래가 사용되었고, 2010년 10월 19일에는 사운드트랙인 Hannah Montana Forever가 발매되었다.

## 에피소드
| 전체 번호 | 시즌 번호 | 제목                                                 | 감독                 | 본 방송 날짜     | 제작 번호 |
| --------- | --------- | ---------------------------------------------------- | -------------------- | ---------------- | --------- |
| 86        | 1         | "Sweet Home Hannah Montana"                          | 밥 코헤르            | 2010년 7월 11일  | 402       |
| 87        | 2         | "Hannah Montana to the Principal's Office"           | 밥 코헤르            | 2010년 7월 18일  | 401       |
| 88        | 3         | "California Screamin'"                               | 밥 코헤르            | 2010년 7월 25일  | 403       |
| 89        | 4         | "De-Do-Do-Do, Da-Don't-Don't, Don't, Tell My Secret" | 애덤 웨이스맨        | 2010년 8월 1일   | 404       |
| 90        | 5         | "It's the End of the Jake As We Know It"             | 샤넌 플린            | 2010년 8월 8일   | 405       |
| 91        | 6         | "Been Here All Along"                                | 애덤 웨이스맨        | 2010년 8월 22일  | 407       |
| 92        | 7         | "Love That's Let's Go"                               | 애덤 웨이스맨        | 2010년 9월 12일  | 406       |
| 93        | 8         | "Hannah Gonna's Get This"                            | 밥 코헤르            | 2010년 10월 3일  | 408       |
| 94        | 9         | "I'll Always Remember You"                           | 밥 코헤르, 샤넌 플린 | 2010년 11월 7일  | 409–410   |
| 95        | 10        | "Can You See the Real Me?"                           | 샤넌 플린            | 2010년 12월 5일  | 411       |
| 96        | 11        | "Kiss It All Goodbye"                                | 샤넌 플린            | 2010년 12월 19일 | 412       |
| 97        | 12        | "I Am Mamaw, Hear Me Roar!"                          | 밥 코헤르            | 2011년 1월 9일   | 413       |
| 98        | 13        | "Wherever I Go"                                      | 밥 코헤르            | 2011년 1월 16일  | 414–415   |

## 방송
| 나라 / 지역    | 네트워크                    | 방영일           | 비고            |
| -------------- | --------------------------- | ---------------- | --------------- |
| 아랍 세계      | 디즈니 채널 미들 이스트     | 2010년 10월 18일 |                 |
| 아시아         | 디즈니 채널 아시아          | 2010년 8월 9일   |                 |
| 아시아         | 디즈니 채널 아시아          | 2010년 10월 18일 |                 |
| 오스트레일리아 | 디즈니 채널 오스트레일리아  | 2010년 8월 20일  |                 |
| 프랑스         | 디즈니 채널 프랑스          | 2010년 10월 6일  |                 |
| 독일           | [[디즈니 채널 독일          | 2010년 10월 7일  |                 |
| 그리스         | 디즈니 채널 그리스          | 2010년 10월 18일 |                 |
| 인도           | 디즈니 채널 인도            | 2010년 10월 30일 |                 |
| 아일랜드       | 디즈니 채널 영국과 아일랜드 | 2010년 10월 4일  |                 |
| 이탈리아       | 디즈니 채널 이탈리아        | 2010년 10월 17일 | 토요일 저녁 7시 |
| 일본           | 디즈니 채널 일본            | 2010년 10월 3일  |                 |
| 아르헨티나     | 디즈니 채널 라틴 아메리카   | 2010년 8월 13일  | 금요일 저녁 6시 |
| 브라질         | 디즈니 채널 라틴 아메리카   | 2010년 8월 13일  | 금요일 저녁 6시 |
| 칠레           | 디즈니 채널 라틴 아메리카   | 2010년 8월 13일  | 금요일 저녁 6시 |
| 콜롬비아       | 디즈니 채널 라틴 아메리카   | 2010년 8월 13일  | 금요일 저녁 6시 |
| 멕시코         | 디즈니 채널 라틴 아메리카   | 2010년 8월 13일  | 금요일 저녁 6시 |
| 베네수엘라     | 디즈니 채널 라틴 아메리카   | 2010년 8월 13일  | 금요일 저녁 6시 |
| 뉴질랜드       | 디즈니 채널 오스트레일리아  | 2010년 8월 20일  |                 |
| 폴란드         | 디즈니 채널 폴란드          | 2010년 10월 18일 |                 |
| 루마니아       | 디즈니 채널 루마니아        | 2010년 10월 18일 |                 |
| 스페인         | 디즈니 채널 스페인          | 2010년 10월 24일 |                 |
| 영국           | 디즈니 채널 영국과 아일랜드 | 2010년 10월 4일  |                 |